# Mongolfink
Mongolfink (Bucanetes mongolicus) är en fågel i familjen finkar inom ordningen tättingar. Den häckar i bergstrakter i sydvästra och centrala Asien, från Turkiet till Mongoliet. En individ uppehöll sig sensationellt i Dalarna i oktober 2020. Artens bestånd anses vara stabilt och IUCN kategoriserar den som livskraftig.

## Kännetecken

### Utseende

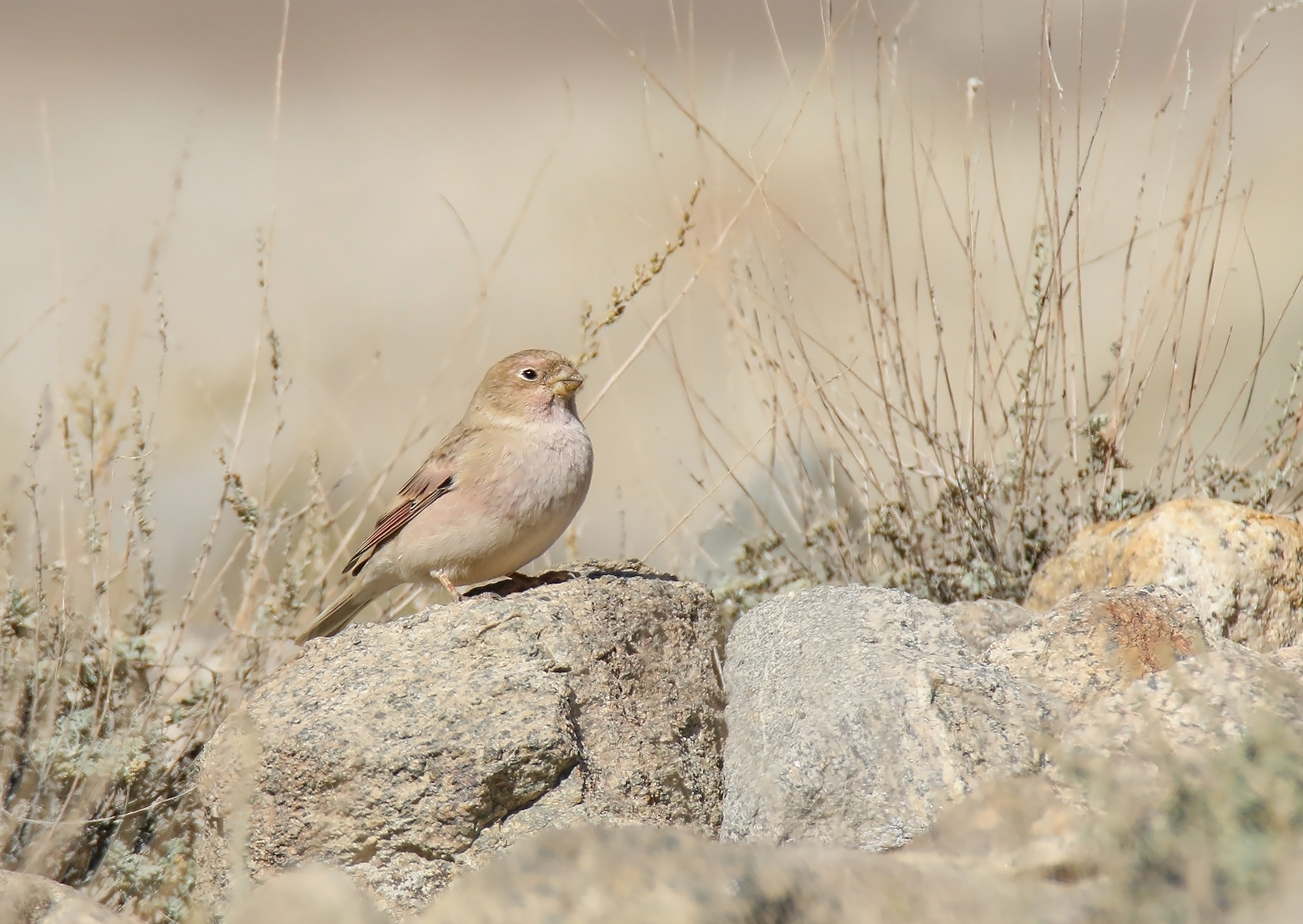
Adult hona.

Mongolfinken är en liten, långvingad, kortnäbbad och storhövdad fink som mäter 11,5–13 centimeter, och som påminner mycket om ökentrumpetaren (Bucanetes githagineus). Båda är färgade i främst brunt och grått och har rosa på övergump och vingar. Mongolfinkens näbb är dock mindre och alltid gul- eller gråbrun, aldrig rosa eller ljusröd. Huvudet har vidare samma färg som ryggen, inte avvikande grått som hos ökentrumpetaren, och den är också fint streckad på hjässan och manteln.
Vidare har den adulta hane ljusrosa kroppssida och ögonbrynsstreck. Den adulta honan har mycket svagt rosa ton medan juvenilen saknar det helt. Vingteckningen är också annorlunda från ökentrumpetaren, med ett kort vitt vingband på armen samt ett antytt andra vingband utmed större täckarnas bas. På sittande fågel syns en smal vit fläck på armen medan den flygande uppvisar mycket vitt på armpennor och större täckare. Stjärtens ljusa partier är också vita och inte rosa, som hos ökentrumpetaren.

### Läten
Mongolfinken sjunger med en upprepad melodisk strof. I flykten hörs ett stigande läte, tu-vyiit.

## Utbredning och systematik
Mongolfinken förekommer i glesbevuxna bergstrakter i sydvästra och centrala Asien, som namnet avslöjar i Mongoliet men också så långt västerut som östra Turkiet. Den behandlas som monotypisk, det vill säga att den inte delas in i några underarter. 
I oktober 2020 siktades en mongolfink för första gången i Sverige, i Venjan i Dalarna. En fågel observerad i oktober 2018 i norska Rauma som först rapporterades som ökentrumpetare har senare omidentifierats till mongolfink.

### Släktestillhörighet
Mongolfinken har tidigare placerats som egen art i Eremopsaltria på basis av förmodat närmare släktskap med rosenfinken än med ökentrumpetare, men DNA-studier bekräftar att mongolfinken verkligen är systerart till ökentrumpetaren och placeras nu därför tillsammans med den i Bucanetes.

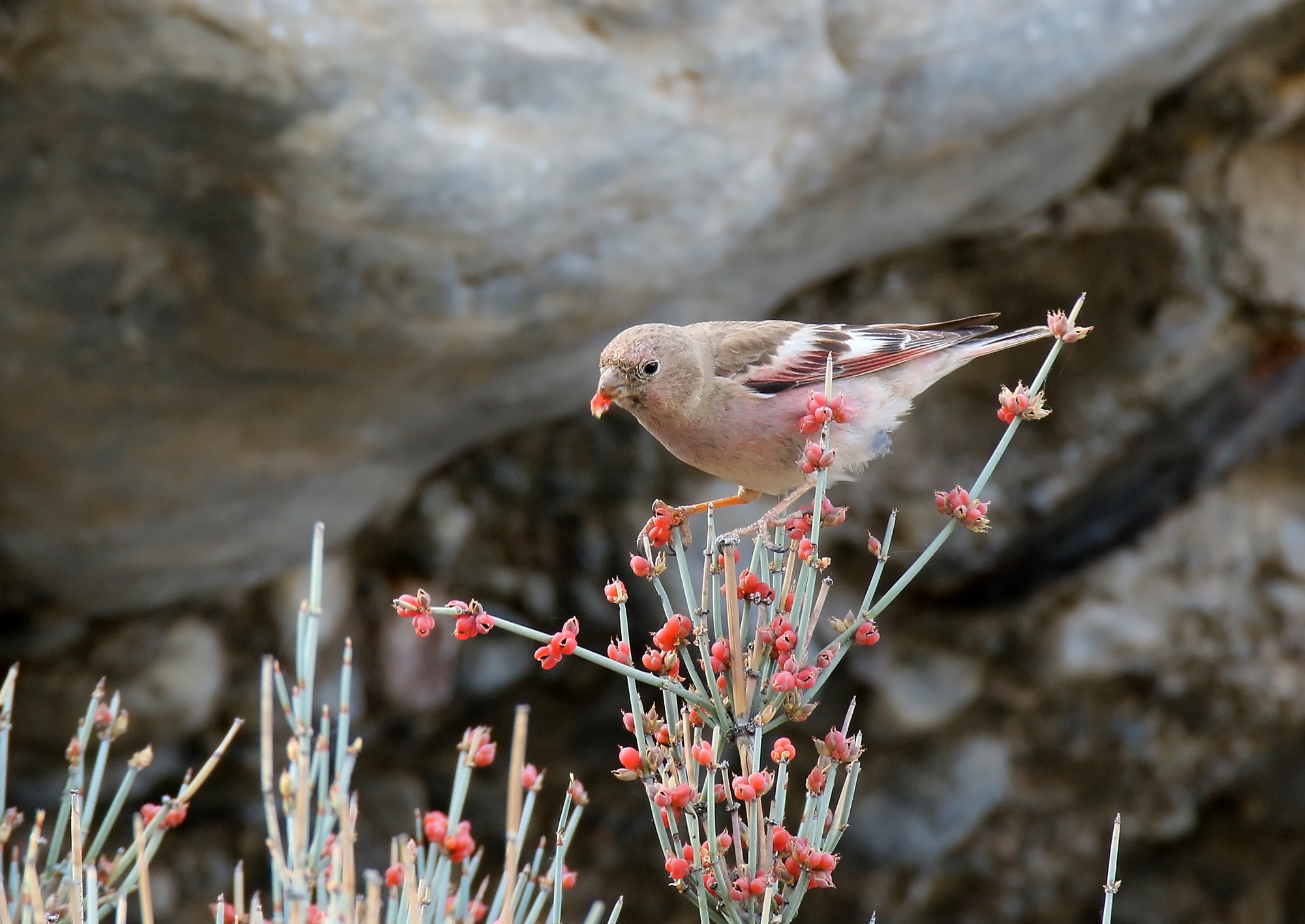
Födosökande hane.

## Ekologi
Mongolfinken trivs i karga bergstrakter över 2 000 meters höjd och upp till 4 200 meter, där den är stannfågel eller flyttar till något lägre nivåer efter häckningen. Den ses på marken eller flygande i små flockar. Även boet placeras på marken. Arten är oskygg i sitt uppträdande.

## Status och hot
Arten har ett stort utbredningsområde, en stor population och den globala populationstrenden är stabil. Utifrån dessa kriterier kategoriserar IUCN arten som livskraftig (LC).